# Myadestes
A Myadestes a madarak osztályának verébalakúak (Passeriformes) rendjébe és a rigófélék (Turdidae) családjába tartozó nem.

## Rendszerezésük
A nemet William Swainson írta le 1838-ban, jelenleg az alábbi 13 faj tartozik ide:
- Townsend-klarinétmadár (Myadestes townsendi)
- andoki klarinétmadár (Myadestes ralloides)
- feketearcú klarinétmadár (Myadestes melanops)
- tarka klarinétmadár (Myadestes coloratus)
- kubai klarinétmadár (Myadestes elisabeth)
- bajszos klarinétmadár (Myadestes genibarbis)
- barnahátú klarinétmadár (Myadestes occidentalis)
- egyszínű klarinétmadár (Myadestes unicolor)
- kauai klarinétmadár (Myadestes myadestinus) - kihalt
- Oahu-klarinétmadár (Myadestes woahensis) - kihalt
- lanai klarinétmadár (Myadestes lanaiensis)
- hawaii klarinétmadár (Myadestes obscurus)
- Myadestes palmeri